# Aelius Everhardus Vorstius
Aelius Everhardus Vorstius (anche Vorst o Voorst; Roermond, 26 settembre 1565 – Leida, 22 ottobre 1624) è stato un medico e botanico olandese.

## Biografia
Figlio di Henricus Vorstius e Maria Schaeria, proveniva da una famiglia che aveva ricoperto alte cariche nello stato e nella chiesa. Trascorse la sua infanzia con i nonni materni a Venlo. All'età di quindici anni, si trasferì a Dordrecht con i suoi genitori e il 28 aprile 1580 si trasferì all'Università di Leida. Come studente di Arti liberali, frequentò le lezioni di Bonaventura Vulcanius, Peter Tiara e Justus Lipsius per poi dedicarsi allo studio della medicina. Nel 1586 continuò i suoi studi medici all'Università di Heidelberg e quattro anni dopo all'Università di Colonia.
Si trasferì poi in Italia nel maggio 1587, dove, all'Università di Padova seguì le lezioni di Girolamo Mercuriale, Girolamo Capivaccio, Girolamo Fabrici d'Acquapendente e Bernardino Paterno. Proseguì ulteriori studi all'Università di Bologna e all'Università di Ferrara con Girolamo Brassavola. Dopo aver conseguito il dottorato in medicina a Padova, tornò in patria e si stabilì a Delft nel 1596, dove l'anno successivo ebbe un figlio, Adolphus Vorstius. Divenne professore associato di storia naturale a Leida il 9 novembre 1598 e, dopo la morte di Gerard Bontius il 22 settembre 1599, professore ordinario di storia naturale e medicina. Le sue lezioni trattavano di medicina teorica ed erano incentrate sulle dottrine di Ippocrate. L'8 maggio 1617, dopo la morte di Peter Pauw, gli fu affidata anche la cattedra di botanica, scienza che aveva già studiato con grande predilezione a Padova sotto Jacopo Zabarella e a Bologna sotto Ulisse Aldrovandi.
Divenne direttore dell'Orto Botanico e, oltre alla ricerca medica, si occupò anche di storia, archeologia, numismatica e araldica. Vorstius fu rettore dell'Università di Leida quattro volte nel 1609, 1612, 1621 e 1622.

## Opere
- Oratio de Caroli Clussi vita et obitu. Leiden 1609.
- Oratio honori et memoriae Petri Paawi dicta. Leiden 1617.
- De annulorum origine.